# Нандові
На́ндові (Nandidae) — родина прісноводних риб. Раніше зараховулась до ряду окуневидних, але за сучасною систематикою вони належить до ряду лабіринтових.
Існують певні розбіжності в систематиці родин нандових і поліцентрових (Polycentridae). Згідно електронної бази даних FishBase, до родини нандових зараховуються роди нандус (Nandus), поліцентропсис (Polycentropsis) і афронандус (Afronandus), а до родини поліцентрових — роди поліцентрус (Polycentrus) і моноцирус (Monocirrhus). Натомість ITIS зараховує до родини нандових роди бадіс (Badis), даріо (Dario), нандус і пристолепіс (Pristolepis), а до родини поліцентрових — роди афронандус, моноцирус, поліцентропсіс і поліцентрус.
Проте дані цих обидвох джерел вже застаріли. За даними досліджень Коллінза, Бріца і Рюбера, що були опубліковані 2015 року, чотири зі згадуваних родів (афронандус, моноцирус, поліцентропсіс, поліцентрус) включаються до складу родини поліцентрових, і лише один рід нандус утворює родину нандових. Цієї ж схеми дотримується каталог риб Ешмаєра.
Представники роду нандус мешкають у Південній Азії. Ці невеликі риби мають високу будову тіла й сильно стиснуті з боків. Рот великий, навіть дуже великий, до того ж здатний сильно висовуватись уперед і розширятися при цьому. Через таку пащу, озброєну численними дрібними зубчиками, риби здатні проковтнути доволі велику здобич, розмір якої може становити більше половини їх власної довжини. Голова велика, морда гостра, зяброві перетинки роз'єднані. Спинний і анальний плавці поділяються на твердопроменеву попереду й м'якопроменеву позаду частини, що об'єднуються між собою. Бічна лінія є неповною.
Забарвлення буває переважно невиразним і мінливим, завдяки чому риби пристосовуються до конкретного середовища й виглядають непомітними. Самки й самці у нандових зовні практично не відрізняються між собою.
В акваріумах іноді тримають такі види, як Nandus nandus і Nandus nebulosus. Зважаючи на малорухливий спосіб життя, великих акваріумів для утримання нандових не потрібно. Обов'язковою є наявність численних схованок. Це можуть бути густі кущі рослин, гроти й печери, утворені з каміння або горщиків для квітів, а ще корчі, коріння. Освітлення має бути неяскравим, інакше риби стають лякливими. Часто акваріум притінюють за допомогою рослин, що плавають на поверхні води.
Всі представники родини є виразними хижаками. Здобич свою вони підстерігають у схованці, тримаючись невидимими завдяки забарвленню, що адаптується до середовища. Через агресивний хижацький характер до спільного акваріума вони, зрозуміло, не підходять. У відносинах між собою риби зазвичай бувають терпимими.